# Leaving Islam
Leaving Islam: Apostates Speak Out est un livre de 2003, écrit et édité par Ibn Warraq, qui étudie et documente les cas d'apostasie dans l'islam. Il contient également une collection d'essais d'ex-musulmans racontant leur propre expérience en quittant la religion islamique,. 

## Synopsis
Leaving Islam (Sortir de l'islam) est divisé en quatre parties, et contient une préface et cinq annexes. 

### Partie 1: Théorie et pratique de l'apostasie en Islam
La première partie du livre présente un aperçu des fondements théologiques et juridiques de l'apostasie dans l'islam basés sur le Coran, les hadiths et les opinions écrites des écoles classiques de jurisprudence islamique, ainsi que les déclarations écrites contemporaines des juristes islamiques. 
La section suivante présente l'histoire de l'application de la jurisprudence islamique sur les apostats, documentant des cas notables des premiers siècles de l'islam, tels que ceux des libres penseurs Ibn al-Rawandi et Rhazès (865–925), ou des poètes sceptiques tels que Omar Khayyam (1048–1131) et Hafiz (1320–1389), ou les praticiens soufis (mystiques) Mansur al-Hallaj (exécuté en 922), Shihab al-Din Sohrawardi (exécuté en 1191) et le sceptique Abu-l-Ala al-Maari (973 –1057).

### Partie 2: Témoignages soumis au site Web d'ISIS
La partie 2 comprend de nombreuses études de cas, couvrant les apostasies modernes et les tendances à la sortie de l'islam à travers le monde. Celles-ci ont été soumises au site Web de l'Institut pour la sécularisation de la société islamique (ISIS), cofondé par Ibn Warraq. 

### Partie 3: Témoignages de personnes nées musulmanes: Murtadd Fitri
La troisième partie contient des témoignages d'apostats ayant eu une éducation religieuse musulmane, dont l'ex-musulman Ali Sina. Selon Sina, il ne suffit plus de ne plus croire, mais « il est de notre devoir d'exposer l'islam, d'écrire sur le mode de vie dépravé de Mahomet, sur ses actes honteux et ses affirmations stupides ». Beaucoup d'auteurs viennent d'Iran, du Pakistan et du Bangladesh, où une version stricte de l'islam domine la société, même si la langue véhiculaire n'est pas arabe, et ces auteurs n'ont découvert le vrai sens des textes qu'après avoir lu les traductions du Coran, hadiths et d'autres premiers écrits islamiques quand ils ont déménagé en Occident.

### Partie 4: Témoignages de convertis occidentaux: murtadd milli
La dernière partie concerne les personnes nées en Occident qui n'ont pas été élevées en tant que musulmans, mais converties à l'islam plus tard, puis déconverties de l'islam ensuite. 

## Motivations de l'auteur
Le 24 juin 2003, Ibn Warraq a tenu une conférence publique (déguisé, pour protéger son identité) à Cambridge (Massachusetts) sur le livre et le contexte dans lequel il a été composé. Il a cité plusieurs de ses co-auteurs et d'autres ex-musulmans qui ont décidé de quitter la foi pour diverses raisons, mais a déclaré que ces personnes osaient rarement parler par elles-mêmes, et les non-musulmans tels que les éditeurs occidentaux refusaient souvent d'accorder leur une plate-forme de peur de représensailles. Warraq a déclaré qu'il était surpris que de nombreux co-auteurs, en particulier les femmes, étaient prêts à écrire leurs témoignages sous leurs vrais noms plutôt que sous des pseudonymes.  
Dans une interview accordée en juillet 2003 à The Religion Report sur la radio nationale ABC en Australie, Warraq a déclaré qu'il avait écrit Leaving Islam pour appuyer son affirmation selon laquelle il y avait un grand nombre d'ex-musulmans, et pour encourager d'autres musulmans à quitter ouvertement l'islam. Il a également déclaré que son public cible avec le livre n'était pas seulement les musulmans mais tout le monde. 
En plus de donner une voix aux apostats musulmans, Warraq a également transmis l'idée selon laquelle les ex-musulmans devraient prendre l'initiative de critiquer l'islam et l'islamisme. En tant qu'anciens musulmans, ils ont vécu l'islam de l'intérieur et le connaissent mieux que les critiques de l'extérieur, et peuvent peut-être en parler avec plus d'autorité. Pour soutenir cela, Warraq a comparé le bolchevisme des années 30 et l'islamisme des années 90, et les ex-musulmans modernes aux ex-communistes des années 30, faisant référence à la déclaration d'Arthur Koestler à ses anciens compagnons communistes: « Vous détestez nos cris de Cassandre et nous ressentez comme des alliés, mais en fin de compte, nous, les ex-communistes, sommes les seuls de votre côté à savoir de quoi il s'agit ».

## Accueil
Quelques semaines avant la publication, quelques écrits tirés de Leaving Islam ont été mis en ligne sur le site Web de l'Institut de Warraq pour la sécularisation de la société islamique. En examinant ces avant-premières pour le quotidien néerlandais Trouw, Hans Jansen a noté que « Pour la première fois dans l'histoire, les musulmans auront un accès illimité aux polémiques anti-islamiques. La règle, applicable dans tous les pays islamiques, selon laquelle seul l'islam peut entrer sur le marché des nouvelles idées religieuses, a définitivement pris fin grâce à Internet et à Ibn Warraq ».
Le The New York Review of Books a déclaré que Leaving Islam est « probablement le premier livre du genre : un recueil de témoignages d'anciens musulmans sur leur éloignement de la foi islamique ». Trouvant les histoires personnelles de qualité très variable ("du tragique au banal"), il a remarqué que la « longue et illustre histoire du doute musulman » dans la première partie du livre était des plus instructives.
Lorsqu'une traduction néerlandaise de Bernadette de Wit (avec une préface d' Afshin Ellian) a été publiée en 2008, De Volkskrant a trouvé le livre « intéressant, car il montre comment le processus de déconversion se produit chez les migrants musulmans ». D'un autre côté, il y avait une incohérence apparente dans l'attitude des auteurs envers les livres saints abrahamiques. Ils sont convenus que le Coran et la Bible décrivaient de nombreuses atrocités et contenaient beaucoup de commandements immoraux, mais alors que les chrétiens et les juifs modernes étaient félicités pour avoir choisi les bons morceaux et ignoré les parties contraires à l'éthique ou les prenant comme des paraboles, les contributeurs de Leaving Islam avait tendance à affirmer que les musulmans modernes qui tentent de faire de même sont aveugles à ce que les textes disent littéralement et devraient cesser complètement d'y croire.
Le journaliste de Trouw Eildert Mulder a noté que les témoignages des ex-musulmans avaient beaucoup de points communs avec ceux des ex-chrétiens. Cependant, ces derniers se concentrent généralement sur les attaques contre les églises, ou racontent comment ils ont souffert de leur éducation chrétienne; ils visent rarement le personnage de Jésus-Christ : « La critique se limite à l'observation que l'on ne peut pas marcher sur l'eau, ni ressusciter des morts ». Dans Leaving Islam, Mulder a noté que « parmi les musulmans déconvertis, en revanche, l'aversion envers la personnalité du prophète est une raison importante pour rompre avec leur religion. La colère contre Mahomet est énorme parmi les apostats, en particulier concernant l'oppression des femmes, les violations des droits de l'homme et les meurtres de masse ». Bien que Warraq aborde quelques-uns de ces cas dans le livre, Mulder a critiqué le site Web de Warraq car il ne présent que des anciens athées musulmans et des agnostiques, et jamais des personnes qui ont quitté l'islam pour une autre religion: « Ce site Web n'est pas dédié aux personnes qui ont échangé un type d'irrationalité contre un autre ». Mulder conclut que les contributeurs des livres sont « impressionnants, parce que ces gens ont littéralement mis leur vie en jeu ». 
Dans un livre similaire, The Apostates: When Muslims Leave Islam (2015), Simon Cottee a contesté l'affirmation de Leaving Islam selon laquelle le fait que la peine de mort pour apostasie soit étayée par plusieurs passages du hadith signifie que cela reflète l'opinion musulmane dominante sur la question au XXIe siècle.

## Traductions
- Néerlandais: Weg uit de islam: getuigenissen van afvalligen, 557 pages, Uitgeverij Meulenhoff, Amsterdam (2008),  (ISBN 978-90-290-8153-5)[11]